# Loire Aviation

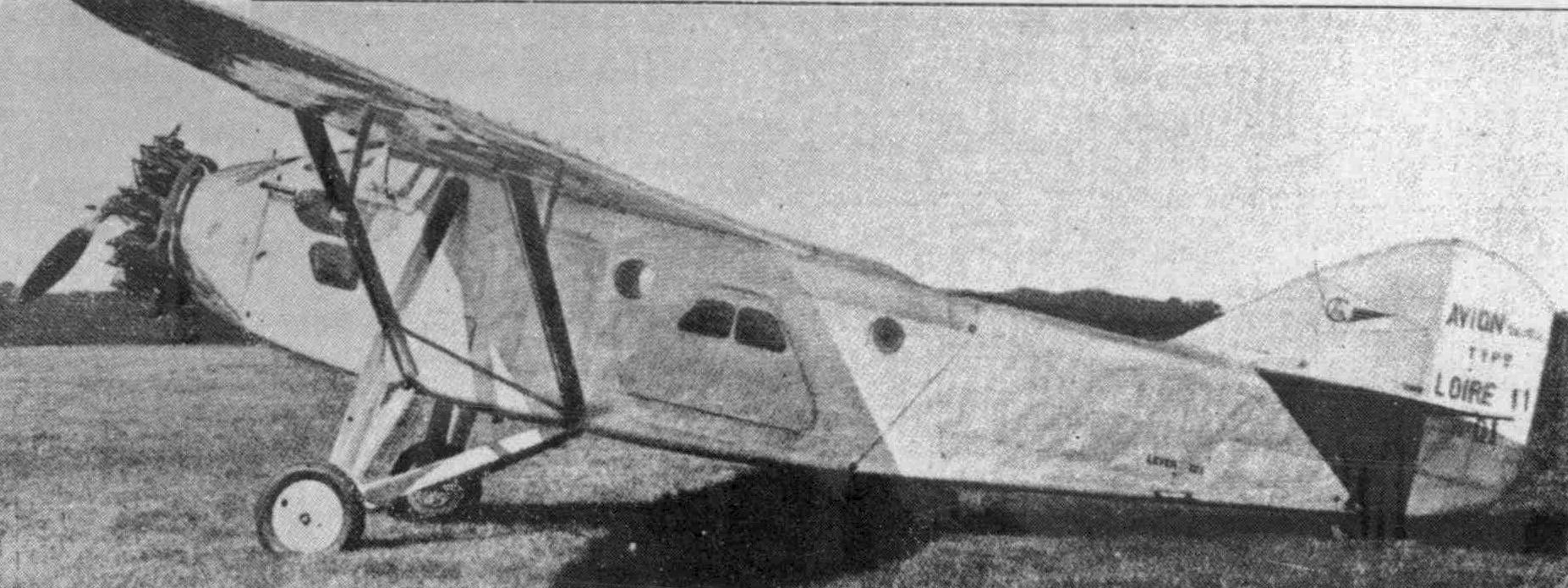
Loire 11

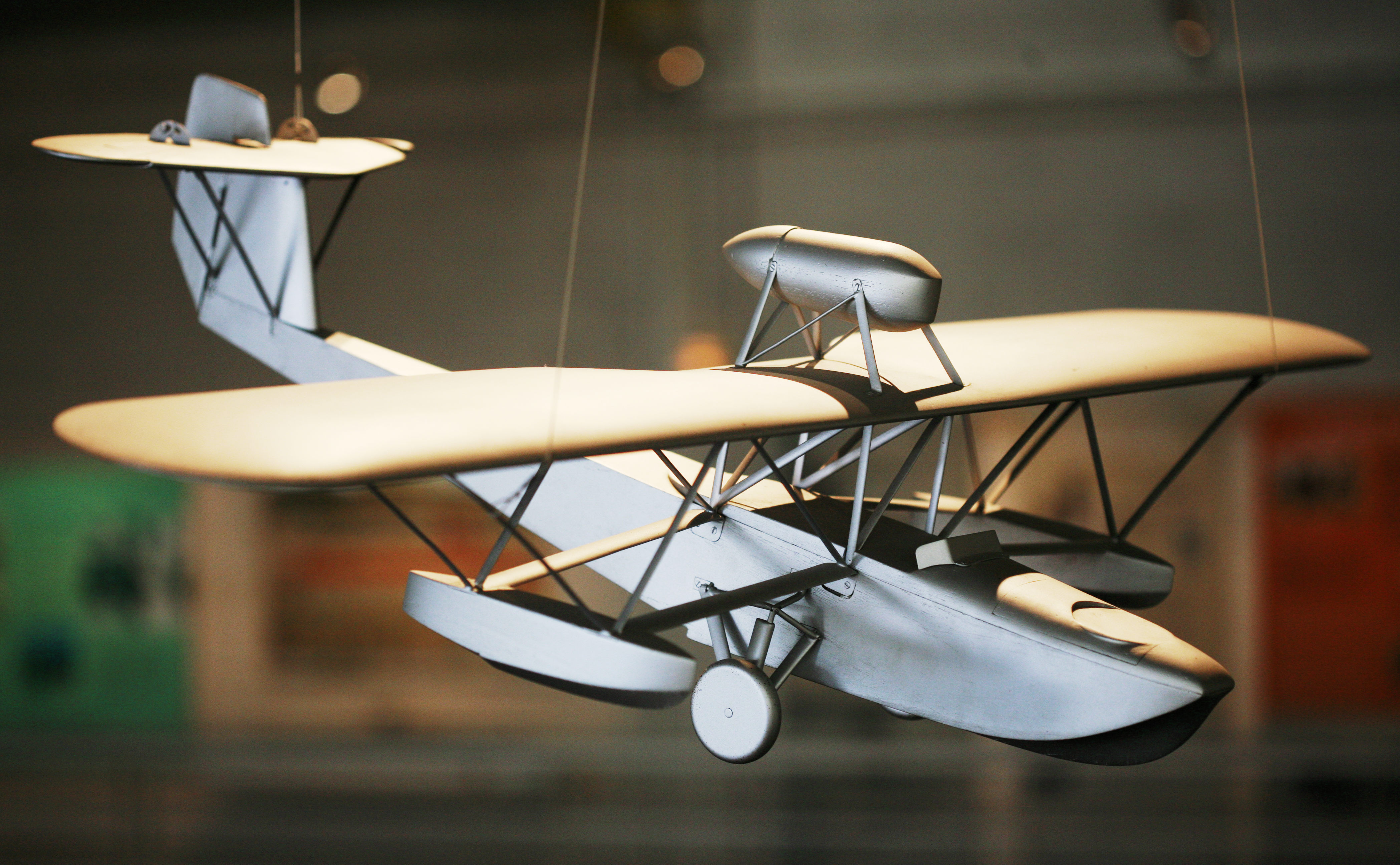
Модель Loire 501 для аэродинамических испытаний

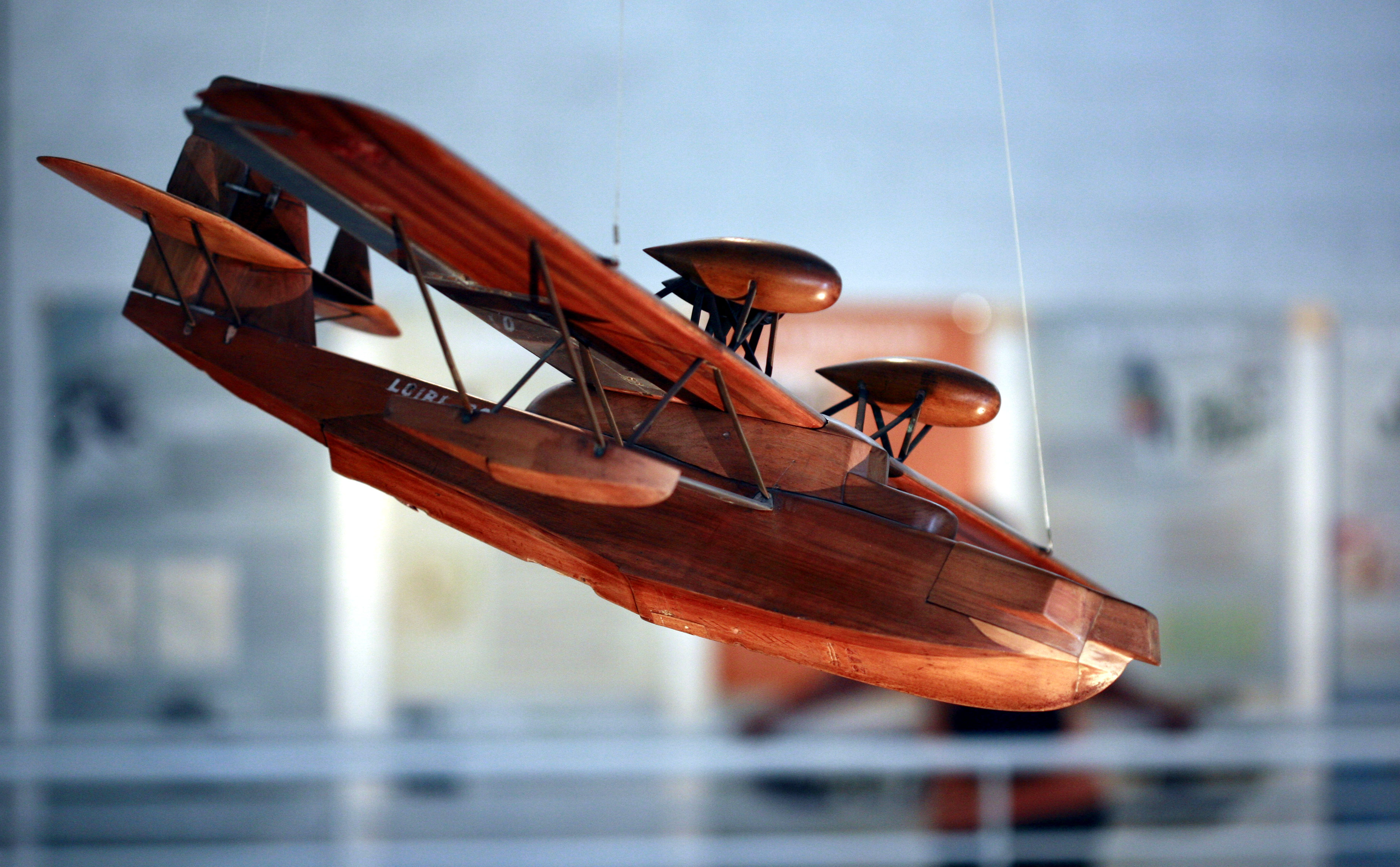
Модель Loire 70.

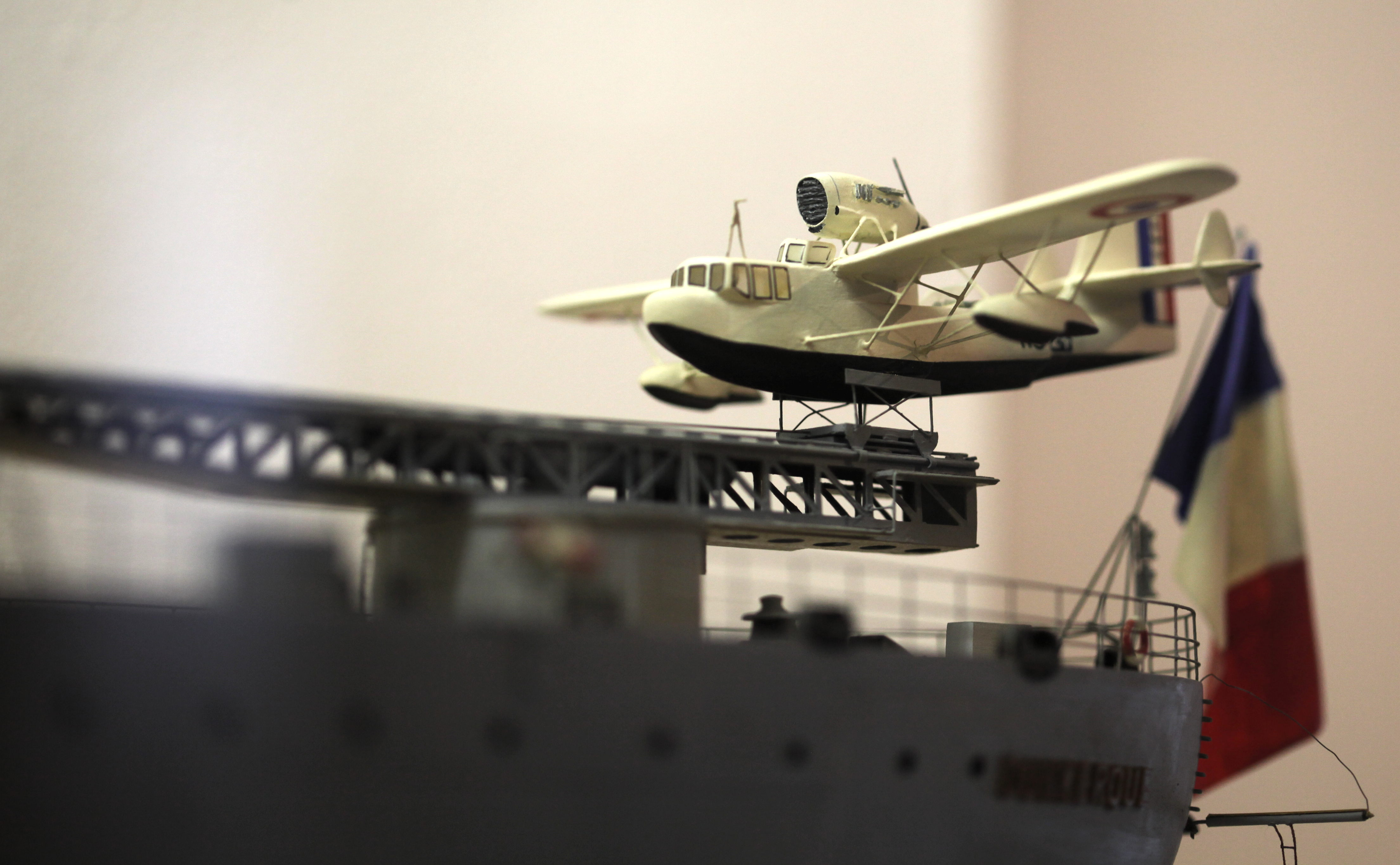
Модель самолёта Loire 130 на катапульте линкора «Дюнкерк»

Loire Aviation — ныне не существующая французская авиастроительная компания межвоенного периода, специализировавшаяся на выпуске летающих лодок.

## История
В 1923 году, судостроительная фирма Ateliers et Chantiers de la Loire (ACL) выделила помещения фабрики в Сен-Назере под строительство летательных аппаратов.
Официально компания Loire Aviation была основана в 1925 году как дочернее предприятие ACL. Предполагалось, что основной её продукцией будут самолёты морской авиации, в том числе для национальных ВВС и для французской почтовой службы.
Первые годы она сотрудничала с фирмой Gourdou-Leseurre. Возглавляемый директором Миньо завод начал лицензионный выпуск серии из 257 GL 32 предназначавшихся для оснащения истребительных групп авиации ВМС. Самолёты, выпущенные в этот период носили марку Loire-Gourdou-Leseurre.
В 1928 году их сотрудничество было прекращено, а с 1930 году получившая самостоятельность компания стала называться Loire Aviation, и приступила к работе над собственными проектами авторства конструкторов Ассело, Жарриона и Гегана Кергистеля.
Первым из выпущенных на основе этих проектов самолётов был колониальный Loire 10, оснащённый 250-сильным двигателем Salmson, за ним последовала модификация с двигателем Lorraine мощностью 300 л. с., впоследствии получившие название Loire 11; в последующие годы Loire Aviation выпустила 232 самолёта этого типа. Кроме того, до конца июня 1935 года по субподряду ей было произведено для других компаний 70 Potez 25 A2, 19 Bloch MB.200 и 40 Dewoitine D.501.
В августе 1933 года Loire Aviation объединилась с фирмой Nieuport (к тому времени именовавшейся «Nieuport-Astra»), соучредители сохранили свои собственные фабрики и испытательные площадки; Loire — в Сен-Назере и Ла-Боль-Эскублак, а Nieuport в Исси-ле-Мулино и Виллакубле, соответственно. Подобная ситуация вскоре привела к соперничеству в конкурентной борьбе за контракт на поставку одноместного истребителя для ВВС Франции; однако, ни Loire 250, ни Loire-Nieuport LN 161 не смогли добиться успеха, победа досталась MS 405 фирмы Morane Saulnier.
В 1935 году произошло слияние двух компаний, они образовали фирму Société Anonyme Loire-Nieuport(SALN), или Loire-Nieuport, управлял ей генеральный директор Анри де Л’Эскай, а головная контора располагалась в Париже по адресу улица Тегеран 4.
Однако, уже в следующем 1936 году, в соответствии с законом о национализации авиационной промышленности, компания Loire-Nieuport была национализирована. Её производственные мощности c 16 января 1937 года были объединены с заводами Breguet (Бугне, близ Нанта) и вошли в состав государственного объединения Société Nationale des Constructions Aéronautiques de l’Ouest (SNCAO), которое, пройдя череду слияний и поглощений, последовательно входило в SNCASO (1941), Sud-Aviation (1957) и далее в Aérospatiale (1970), и EADS, ныне Airbus Group.

## Продукция компании
- Loire 10
- Loire 11, трёхместный колониальный самолёт;
- Loire 30
- Loire 43 истребитель
- Loire 45 истребитель
- Loire 46 истребитель (1936—1940, 61 экземпляр), входили в состав ВВС республиканской Испании;
- Loire 50
- Loire 501
- Loire 60 (1932) прототип трёхмоторной летающей лодки;
- Loire 70 (1933) разведывательная летающая лодка, 8 экземпляров
- Loire 102 'Bretagne'(1936) прототип четырёхмоторной летающей лодки;
- Loire 130 (1934) катапультный разведчик, 126 экземпляров;
- Loire 210 (1939) поплавковый гидроплан-истребитель;
- Loire 250 прототип истребителя;
- Loire 300
- Loire 301
- Loire 501 (1931), многоцелевой гидросамолёт, 7 экземпляров;
- Loire-Nieuport 10
- Loire-Nieuport 161
- Loire-Nieuport LN.401 палубный пикирующий бомбардировщик, 99 экземпляров.